# Suliformes
Els suliformes (Suliformes) són un ordre d'ocells marins reconegut per diverses autoritats taxonòmiques (incloent el Congrés Ornitològic Internacional) arran la convenció de 2010 de l'American Ornithologists' Union (AOU).
Diferents estudis filogenètics de seqüències de gens mitocondrials i nuclears van mostrar que algunes famílies que tradicionalment eren ubicades a l'ordre dels pelicaniformes, formen en realitat un grup germà del que conté als pelicans i altres famílies tradicionalment classificades als Ciconiiformes (Van tuinen et al. 2001, Ericson et al. 2006, Hackett et al. 2008).

## Llista de famílies
D'acord amb la classificació del Congrés Ornitològic Internacional (versió 2.6, 2010) aquest ordre està format per quatre famílies:
- Família dels fregàtids (Fregatidae), amb les fregates.
- Família dels súlids (Sulidae), amb els mascarells.
- Família dels falacrocoràcids (Phalacrocoracidae), amb els corbs marins.
- Família dels anhíngids (Anhingidae), amb els anhingues.

Segons la classificació de la AOU, la família Fregatidae pertany al subordre Fregatae, i totes altres tres al subordre Sulae.